# Team SoloMid
Team SoloMid (TSM) is een Amerikaanse e-sportclub met het hoofdkantoor in San Jose.

## Geschiedenis
Team SoloMid werd opgericht in september 2009 door Andy Dinh. De club was aanvankelijk een website over League of Legends (LoL) met een gedeelte als hulpgids.
In 2011 startte het team met een professionele opstelling in LoL-competities. Dinh stopte in 2013 als speler en richtte zich op de dagelijkse leiding binnen de club.
Op 25 januari 2015 kocht Team SoloMid de CS:GO-divisie van Team Dignitas. The Daily Dot, een digitale nieuwswebsite, schreef dat de Deense spelers het bestbetaalde CS:GO-team was op dat moment, met een maandelijks salaris van 3.000 dollar.
In maart 2015 won het League of Legends-team de finale tijdens het Intel Extreme Masters wereldkampioenschap in Katowice.
Op 1 augustus 2015 kwam Gonzalo Barrios bij de club als Super Smash Bros.-speler. Barrios won vervolgens 56 keer achter elkaar elk toernooi van Super Smash Bros. voor Wii U, een prestatie die in het Guinness Book of Records werd opgenomen. Hij verliet TSM eind 2018.
Op 4 januari 2019 werd TSM's eerste Rocket League-divisie samengesteld. Hier speelt de Nederlandse Remco den Boer.
In augustus 2020 werd schaker Hikaru Nakamura lid van Team SoloMid, en is daarmee de tweede professionele schaker werkzaam bij een e-sportorganisatie.

## Divisies
- League of Legends
- Call of Duty
- Counter-Strike: Global Offensive
- Hearthstone
- Super Smash Bros.
- Fortnite
- PlayerUnknown's Battlegrounds
- Rocket League
- Tom Clancy's Rainbow Six: Siege
- Apex Legends
- Schaken